# オラクル・チームUSA
オラクル・チームUSA（Oracle Team USA）は、アメリカ合衆国のゴールデンゲート・ヨットクラブにより編成されるセーリングチーム。

## 歴史
オラクル・チームUSAは2000年に結成。情報技術企業オラクルの創業者・最高経営責任者(CEO)のラリー・エリソンが自らチームを率いている。
2003年のアメリカスカップ挑戦艇を決めるルイ・ヴィトンカップでは、決勝でスイスのアリンギに1勝5敗で敗れる。2007年のルイ・ヴィトン杯では準決勝敗退。2010年、第33回ア杯開催により、挑戦艇に指名された本大会では、防衛艇のアリンギに連勝し、アメリカに15年ぶりにカップを奪還した。2013年に開催された第34回ア杯では、エミレーツ・チーム・ニュージーランド（ETNZ）に1勝8敗と崖っぷちとなるが、奇跡の8連勝で防衛に成功した。
2017年の第35回大会では防衛艇として出場。しかし-1点からスタートしたETNZに1勝8敗で防衛に失敗した。以後は、チーム創設者のエリソンらが国別対抗ヨットレースのSailGPの運営に乗り出したことなどもあり、アメリカスカップへは参加していない。

## スポンサー
- オラクル（情報技術、米国）
- BMW（自動車、ドイツ）
- ブレモント（英語版）（Bremont、時計、英国）
- ヤンマー（発動機、日本）
- サイル・レーシング（スウェーデン語版）（Sail Racing、海用衣類、スウェーデン）
- エアバス（航空会社、フランス）